# Севастьянов, Иван Иванович
Ива́н Ива́нович Севастья́нов (Севостьянов) (7 [20] июля 1913, село Николаевское, Никольская волость, Томский уезд, Томская губерния — 26 мая 1951, город Колпашево, Томская область) — участник Великой Отечественной войны, полный кавалер ордена Славы и кавалер ордена Боевого Красного Знамени.

## Биография
Родился в крестьянской семье. Окончил 4 класса средней школы, с ранней юности работал в местном колхозе. Перед призывом в Красную Армию получил полное среднее образование в вечерней школе рабочей молодёжи. Прошёл начальную военную подготовку в рядах оборонного общества ОСОАВИАХИМ СССР, где получил знаки двух степеней «Ворошиловский стрелок» и затем знак «Снайпер ОСОАВИАХИМ (Ворошиловский стрелок)». Будучи комсомольцем — ездил по районам Нарымского округа в разных ипостасях. В 1935 году был призван в ряды РККА, служил в Томске. Демобилизовавшись из РККА в 1937 году работал во вневедомственной охране в посёлке Самусь близ Томска до 1939 года. В 1939 году вместе с женой переехал в село Старица Нарымского округа, где, как грамотный человек, работал председателем сельпо Парабельского райпотребсоюза. В 1940 году вступил в члены ВКП(б).
В 1941-м году Ивану Севастьянову исполнилось 28 лет, а уже через месяц, в августе Парабельским райвоенкоматом он был призван в ряды Красной Армии и направлен на командирские курсы в Томское артиллерийское училище.
В действующей армии в ходе Великой Отечественной войны находился с марта 1942. Судьба распорядилась так, что Иван Севастьянов воевал в составе томской, сформированной в Асино, 370-й стрелковой дивизии Северо-Западного фронта (оборона Ленинграда). 20 октября 1943 года дивизия, в составе 6-й гвардейской армии, вошла в состав 2-го Прибалтийского фронта. 22 апреля 1944 года дивизия вошла в состав 91-го стрелкового корпуса 69-й армии 1-го Белорусского фронта. В этом качестве дивизия участвовала в Люблин-Брестской, Висло-Одерской, Берлинской наступательных операциях.
За время службы И. Севастьянов неоднократно отличился в боях с фашистскими захватчиками, проявил личное мужество, неоднократный героизм. Участвовал в изгнании захватчиков с русской земли, в освобождении Белорусской ССР, Украинской ССР, Польши, штурмовал Германию. Как герой-орденоносец был выдвинут командованием части на участие в Параде Победы 24 июня 1945 года в Москве на Красной Площади. Однако по состоянию здоровья (ранения в период войны), принять участие в Параде не смог. После госпиталя осенью по состоянию здоровья был демобилизован из армии.
В октябре 1945 года вернулся на прежнюю работу в Томскую область, в село Старица Парабельского района. В последние годы жил и работал в городе Колпашево.
Русский, член ВКП(б)/КПСС с 1940.
Умер 26 мая 1951 года в возрасте 37-ми лет, похоронен в Колпашево.

## Подвиги
- В боях под Старой Руссой 18.08.1943 (Старорусская операция, оборона Ленинграда) старший сержант И. И. Севастьянов своим орудием (76-мм дивизионная пушка обр.1942) с прямой наводки уничтожил 2 огневые точки противника с их прислугой, а также разрушил 1 блиндаж. В боях в районе Ерзовской высоты 1-3 марта 1944 года (ожесточённые мартовские сражения по освобождению Правобережной Украины) с прямой наводки разрушил дзот противника, уничтожил 1 вражеское противотанковое орудие и огнём истребил до 10 гитлеровцев. В бою 10.03.1944 в районе населённого пункта Погоренки (восточнее города Припять отбил контр-атаку противника, уничтожив в том бою до 20 гитлеровцев. За эти бои и проявление личного мужества фронтовым приказом № 015/н от 27.06.1944 по 940 артиллерийскому полку (370-я стрелковая дивизия 1-й Белорусский фронт) старший сержант артиллерии И. И. Севастьянов был награждён медалью «За отвагу».

- Командир орудия 940-го артиллерийского полка 370-й стрелковой дивизии 69-й армии 1-го Белорусского фронта) старшина Иван Севастьянов 16-го июля 1944 года в районе населённого пункта Рокитница (11 км юго-восточнее города Ковель, Украинская ССР) точным огнём разбил противотанковую пушку, 2 пулемёта. 19-го июля 1944 года прямой наводкой разрушил блиндаж и рассеял около 30 немецких солдат. В бою под городом Хелм (Польша) уничтожил дзот, противотанковую пушку и свыше 10 гитлеровцев. Преследуя отступающего противника, подавил огонь миномёта и пулемёта, рассеял свыше 15 автоматчиков. За героизм в этих боях 20-го августа 1944 года награждён орденом Славы III-й степени.

- 15-го января 1945 года у населённого пункта Краска Домброва (юго-восточнее города Пулавы, Польша) Иван Севастьянов из орудия разбил пулемёт, рассеял и частично истребил до взвода пехоты, чем способствовал продвижению наших стрелковых подразделений. 24-го февраля 1945 года награждён орденом Славы II-й степени.

- При прорыве обороны врага в ночь на 5-е февраля 1945 года в числе первых переправил орудие на левый берег реки Одер южнее города Лебус (Германия). Первые дни боёв на западном берегу реки Одер орудие стояло на прямой наводке и все поставленные боевые задачи расчёт выполнил с честью. 8-го февраля 1945 года в районе севернее Лебус противник непрерывно повторял одну контратаку за другой, силы немцев составляли до 250 человек, поддерживаемых 6-ю танками и самоходными пушками. Только за один день боя огнём из своего орудия Севастьянов И. И. уничтожил свыше 80 солдат и офицеров противника, одно противотанковое орудие, поджёг 2 танка. Контратаки противника прекратились. 14-го февраля 1945 года в том же районе противник силами до батальона пехоты (500—600 чел.), при поддержке артогня и выдвижении 3-х самоходных артустановок и штурмовой авиации попытался скинуть советские войска в Одер. Иван Севастьянов, несмотря на бомбёжку и массированный огонь артиллерии противника? не дрогнул, а наоборот, личным примером отваги и храбрости, не отходя от своего орудия, успешно управлял огнем артбатареи. Лично огнем из орудия расстреливал в упор с короткой дистанции наседающего противника. В этом бою уничтожило 30 гитлеровцев, подавил огонь 5 пулемётов, миномёт и разрушил дзот. При расширении плацдарма на левом берегу реки Одер И. Севастьянов точным огнём с закрытой позиции (благодаря точной наводке и слаженной работы расчёта) разбил 2 дзота и тем самым обеспечил дальнейшее продвижение наших стрелковых подразделений. 6-го мая 1945 года командованием части был представлен к присвоению звания Героя Советского Союза. Целый год наградные документы рассматривались в Москве. Указом Президиума Верховного Совета СССР от 15-го мая 1946 года за героизм в этих февральских (1945) боях был награждён орденом Славы I-й степени[10]. В те годы лица, получившие орден Славы I степени (то есть ставшие полными кавалерами ордена) приравнивались в правах и льготах к Героям Советского Союза.

- 06.02.1945 севернее города Лебус (район Бранденбург под Берлином, Германия) на западном берегу реки Одер противник, сосредоточив силы, под прикрытием танков и самоходных артиллерийских установок (САУ) перешёл в контратаку. Старшина Севастьянов, выкатив пушку на прямую наводку, меткими выстрелами из своего орудия, подбил две САУ и один танк, расстрелял 4 пулемётные точки (уничтожены пулемёты вместе с обслугой) и до 40 гитлеровцев. 7 февраля 1945 года там же при отражении новой контратаки, огнём своего орудия уничтожил 2 пулемёта и до 15 солдат противника. За проявленные храбрость, самоотверженность, мужество, фронтовым приказом № 186/н от 17.05.1945 по войскам 69-й Армии, от имени Президиума Верховного Совета СССР, старшина артиллерии И. И. Севастьянов награждён орденом Боевого Красного Знамени.

Получив в боях 3 звезды солдатской Славы, Иван Иванович Севастьянов стал солдатом-героем, полным кавалером Ордена.

## Награды
- 3 ордена Славы: III-й степени (20.08.1944), II-й степени (24.02.1945), I-й степени (15.05.1946)
- орден Боевого Красного Знамени (17.05.1945)
- 2 медали «За отвагу» (29.11.1942 и 27.06.1944)
- медаль «За оборону Ленинграда» (1946)
- медаль «За взятие Варшавы»[11] (1945)
- медаль «За взятие Берлина» (16.07.1947)
- медаль «За Победу над Германией в Великой Отечественной войне 1941—1945 гг.» (06.06.1946)
- медаль «30 лет Советской Армии и Флота» (1948)
- нагрудный знак «Отличный артиллерист» (награда 1942 года)

## Память
- Имя Ивана Ивановича Севостьянова представлено на Памятной стеле томичей-героев на аллее Боевой славы томичей в Лагерном саду города Томска. О других почестях герою или его семье, о поддержании памяти в Кривошеинском и Парабельском районах — не известно.
- К 65-летию Великой Победы (2010) томская «Военно-мемориальная компания» изготовила и установила бюст Ивана Севастьянова на Аллее героев в городе Колпашево, Колпашевский район.
- В музее Асиновского райвоенкомата (город Асино) подвигам И. И. Севастьянова посвящён один из стендов.